# 2018年普埃布拉州直升機墜毀事故
2018年普埃布拉州直升機墜毀事故是于2018年12月24日发生在墨西哥普埃布拉州的一起航空事故。2018年12月24日當地時間下午2點50分，墨西哥普埃布拉州新當選的州長瑪莎·埃里卡·阿隆索·伊達爾戈與其夫拉斐爾·莫雷諾·瓦爾·羅薩斯（曾於2011年－2017年擔任該州州長）乘坐的直升機於普埃布拉附近城鎮科羅南戈的一座山丘上墜毀，機上除了瑪莎與拉斐爾外，還有兩名機師與一名助手，五人皆不幸罹難。當時瑪莎甫當選普埃布拉州州長十天，是該州第一位女性州長。
此事故中涉事的直升機機型為AgustaWestland AW109S Grand，為私人所擁有，從普埃布拉一座直升飛機場飛往墨西哥城，起飛十分鐘後即墜毀。

## 坠毁经过
这架飞机于12月24日当地时间14:40（格林威治标准时间20:40）在普埃布拉州直升机场起飞，它的目的地是墨西哥城无线电首都直升机场，起飞仅十分钟后即坠毁在Santa María Coronango，位于普埃布拉国际机场以北约3.5英里（5.6）处。
事故原因正在调查中。

## 调查
对坠机事件的调查将由墨西哥民航总局和墨西哥联邦检察长办公室进行。他们将得到Agusta和普惠公司直升机的发动机生产商的帮助
墨西哥寻求美国國家運輸安全委員會的援助，但由于美国联邦政府停摆 ，无法协助展开调查。
该事故的最终报告于2020年发布，报告指出事故原因为突然的向左滚转导致的失控且控制飞行员未能改出，使该直升机在空中颠倒并撞击地面。
报告指出，尽管可用的信息由于缺乏记录器数据和撞击及大火造成的严重破坏而十分有限，基于已有的信息可以判定，突然的向左滚转可能是由两个线性滚动致动器的同时不可控伸长造成的。
报告同时列出了该事故的促成原因有：1.地勤公司提供了无效的维护措施；2.运营者的安全文化不足；3.运营者在已知该机除了MEL上要求的项目之外，仍有一项二号增稳系统（SAS 2）的间歇性故障的情况下仍然继续执行航班；4.民航部门对该机的维护及运营监管不足。

## 回应
| Andrés Manuel  | Twitter的logo，一个风格化的小蓝鸟 |
| @lopezobrador_ | Twitter的logo，一个风格化的小蓝鸟 |

西班牙語：
我收到有关普埃布拉发生直升机坠毁事故的消息。确认州长Martha Erika Alonso和前州长Rafael Moreno Valle乘坐。我命令整个政府立即采取行动。
2018-12-24
联邦和州官员立即对坠机作出回应。洛佩斯·奥夫拉多尔总统立即宣布对该事故进行联邦级别的调查。由于事关阿隆索选举的政治冲突，国家行动党的立法者评论了透明调查的必要性。
根据普埃布拉州宪法规定，阿隆索州长的死亡将要求州立法机构任命临时州长，并在三至五个月内召开新的选举。在事故发生的那个晚上的新闻发布会上，曾担任政府总书记的耶稣·罗德里格斯·阿尔梅达被宣布为临时州长。在参议院，莫雷诺谷将由Roberto Moya Clemente暂时替代，他是普拉布拉的前财政和行政国务秘书。
Altiplano的航空服务部门关闭了其网站，并且在事件发生后没有回复消息和电话。

## 遇难者
- Martha Érika Alonso Hidalgo（西班牙语：Martha Érika Alonso Hidalgo），普埃布拉州州长（2018-2024）
- Rafael Moreno Valle Rosas（西班牙语：Rafael Moreno Valle Rosas），前普埃布拉州州长和墨西哥联盟参议员
- Roberto Cope Obregó，飞行员
- Marco Antonio Tavera Romero, 副总裁
- Héctor Baltazar Mendoza, 参议员莫雷诺瓦莱的助手